# 1763 en philosophie
Chronologie de la philosophie
- 1759
- 1760
- 1761
- 1762
- 1763
- 1764
- 1765
- 1766
- 1767

L’année 1763 a été marquée, en philosophie, par les événements suivants :

## Publications
- (en) Thomas Bayes et Richard Price, « An Essay towards Solving a Problem in the Doctrine of Chances. By the Late Rev. Mr. Bayes, F. R. S. Communicated by Mr. Price, in a Letter to John Canton, A. M. F. R. S. », Phil. Trans., vol. 53,‎ 1er janvier 1763, p. 370-418 (DOI 10.1098/rstl.1763.0053)
- Emmanuel Kant : Essai pour introduire en philosophie le concept de grandeur négative.

- Emanuel Swedenborg : 
  - La sagesse angélique sur le divin amour et sur la divine sagesse (Sapientia Angelica de Divino Amore et de Divina Sapientia, Amsterdam, 1763). Trad. fr. par J.F.E. Le Boys des Guays, La sagesse angélique sur le divin amour et sur la divine sagesse, 1851.
  - La sagesse angélique sur la divine providence (Sapientia Angelica de Divina Providentia, Amsterdam, 1763). Trad. fr. par J.F.E. Le Boys des Guays : La sagesse angélique sur le divine providenvce, Paris, Minot, 1854.

- Pietro Verri : Discorso sulla felicità.